# Gustav Otto Douglas
Gustav Otto Douglas, född 23 februari 1687 i Stockholm, död 2 februari 1771 i Estland, var en svensk greve och militär, senare i rysk tjänst.

## Biografi
Douglas var en tid i fransk tjänst men återvände 1703 till Sverige där han blev kaptenlöjtnant vid Upplands regemente och 1704 löjtnant vid Dalregementet. 1708 blev han en av Karl XII:s drabanter och föll som sådan i fångenskap i slaget vid Poltava (1709). Efter en tids fängelse i Vologda ingick han i rysk tjänst och utnämndes 1717 till generalguvernör i Finland, som ryssarna då innehade, med residens i Åbo. Honom tillkom den högsta judiciella och administrativa makten i de av ryska regeringen inrättade länen i västra Finland. Hans namn har knutits vid de flesta av de våldsåtgärder, utpressningar och grymheter, som denna tid har att uppvisa.
År 1719 och 1720 utskrev han för den ryska arméns räkning de s.k. mantalskarlarna, en man för varje mantal, vilka sändes mot perserna, men torde hamnat i Astrachan. I Sverige, dit ryktet om hans beteende snart hann, troddes allmänt, att han gav de ryska galärerna en god vägledning vid deras mordbrännarfärd längs svenska kusten.
År 1721 blev Douglas ordförande i den stora estländska kommissionen, 1725 generalmajor, 1729 generallöjtnant, 1737 general en chef samt guvernör över Estland 11 augusti 1738 – 22 mars 1740. År 1744 erhöll han avsked ur statens tjänst.

### Familj
Douglas gifte sig 26 oktober 1715 i Reval med  Helena von Schlippenbach (1700–1767), dotter till generalmajoren Wolmar Anton von Schlippenbach och Helena Liwe. De fick tillsammans barnen Helena Elisabet Douglas (död 1768) som var gift med kaptenen Detlof Gustaf von Wrangel, överstelöjtnant Voldemar Gustaf Douglas (1719–1754) vid ryska kavalleriet, Catharina Juliana Douglas (född 1723) och översten Robert Vilhelm Douglas (1724–1778).